# Igreja das Ilhas Feroé
A Igreja das Ilhas Feroé (ou Ilhas Faroé) (em feroês: Fólkakirkjan – Igreja do Povo) é uma das menores igrejas nacionais no mundo. Antes de se tornar independente, em 29 de julho de 2007, era uma diocese da Igreja da Dinamarca. Cerca de 83% dos feroeses pertencem à igreja estatal.
Outras igrejas nas Ilhas Feroé incluem a Igreja dos Irmãos e a Igreja Católica.

## História

### Cristianização

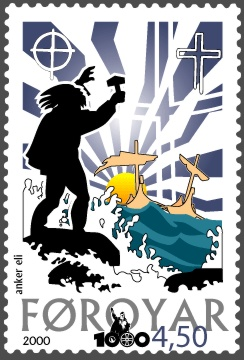
Chegada do cristianismo em cerca do ano 1000: o líder viquingue Tróndur í Gøtu tentava defender a religião nórdica

De acordo com a Saga dos Feroeses, Tróndur í Gøtu era o chefe viquingue, e Sigmundur Brestisson, foi quem trouxe o cristianismo para as ilhas. Sob as ordens do rei norueguês Olavo Trygvason, Sigmundur obrigou o povo da ilha a se converter ao cristianismo no ano 999. A resistência à nova religião, liderada por Tróndur, foi rapidamente reprimida, e, embora o próprio Sigmundur tenha perdido a vida, o cristianismo ganhou uma posição no local.

### A era católica
Cerca de cem anos após a introdução do cristianismo, a Igreja das Ilhas Feroé ingressou na Igreja Católica, com uma residência episcopal em Kirkjubøur e sujeita ao arcebispo de Nidaros, em Trondheim, Noruega. A partir de quando o cristianismo foi introduzido, até a Reforma, provavelmente houve 33 bispos nas Ilhas Feroé.
Este período nem sempre foi pacífico. A Saga das Ilhas Feroé contém duas versões da maneira com que a igreja tomou posse de uma grande parte das terras, sobrecarregando as pessoas tão duramente que ele levou ao início de uma rebelião. A saga da batalha de Mannafallsdal relata que um bispo (provavelmente o Erlendur, nomeado em 1269) foi morto do lado de fora de sua igreja pelos rebeldes. O valor histórico desta saga é altamente discutível - mas serve para ilustrar o conflito entre a igreja teocrática e uma população empobrecida. No entanto, há documentação razoável do fato de que a residência do bispo em Kirkjubø foi inteiramente queimada pelos rebeldes, e que Erlendur foi levado das ilhas, por ordem do rei. Ele morreu em Bergen em 1308.

### A Reforma
Em 1540, o último bispo católico das Ilhas Feroé foi retirado de so cargo. Seu substituto protestante durou apenas alguns anos, em seguida, ele também deixou as ilhas e um reitor assumiu como representante da igreja, sob a diocese luterana da Zelândia, na Dinamarca.

### A igreja luterana
A forma luterana do cristianismo proposto pelo bispo da Zelândia, Jesper Brochmand, ganhou uma posição forte nas Ilhas Feroé, e durou mais tempo lá do que no resto do Reino da Dinamarca. Do livro devocional de Brochmand , datado de cerca de 1650 e os hinos de Thomas Kingo, de 1699, constituiu uma parte significativa da vida espiritual das ilhas e até o século XX. Na verdade, a expressão Brochmandslestur ainda é usada para descrever discursos ou textos longos e entediantes.

### O renascimento nacionalista

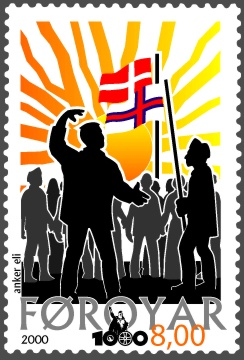
Clérigos das Ilhas Feroé desempenharam um importante papel no despertar e no conflito da linguagem nacional, que foi um conflito dentro da sociedade das Ilhas Feroé.

Ver artigos principais: Conflito da língua feroesa, Encontro de Natal de 1888
Quando o monopólio comercial dinamarquês foi levantado em 1856, a sociedade das Ilhas Feroé começou a crescer economicamente e culturalmente. A restauração de uma cultura há tempos suprimida nas Ilhas Feroé também levou a mudanças no cristianismo. Depois de grande contenção, foi dado ao feroês o mesmo estatuto que ao dinamarquês na linguagem utilizada nos hinos e na pregação em 1924-1925. Os rituais eclesiásticos (batizados, funerais, matrimônios, etc.) começaram a ser realizados em feroês em 1930, e em 1961 a edição em feroês da Bíblia foi autorizada e publicada. Durante a primeira metade do século 20, dom Jákup Dahl traduziu o Novo Testamento do grego - este foi publicado em 1937. Dahl também traduziu os salmos do Velho Testamento, e depois de sua morte , em 1944, um vigário nomeado Kristian Osvald Viderø continuou a traduzir o resto da Bíblia do hebraico. Em 1963, o primeiro livro de hinos das Ilhas Feroé foi publicado. Em 1977, o primeiro vigário do sexo feminino foi ordenado, e, em 1990, as Ilhas Feroé se tornaram uma diocese independente, com seu próprio bispo dentro da Igreja da Dinamarca.
Em 2005, as Ilhas Faroé assinaram um tratado com a Dinamarca, que permite a tomada da maioria das instituições públicas, incluindo o Aeroporto de Vágar e da Igreja. No feriado nacional de Ólavsøka, em 29 de julho de 2007, a Igreja das Ilhas Feroé tornou-se totalmente independente da Igreja da Dinamarca.

## Liderança atual
O Bispo das Ilhas Feroé, que é o chefe e pastor da igreja, é Jógvan Fridriksson. O decano da catedral é Uni Næs. Atualmente existem cerca de vinte e cinco sacerdotes ordenados servindo às igrejas e capelanias da Igreja das Ilhas Feroé.

## Clérigos renomados
- Lucas Debes (1623-1675), reitor das Ilhas Feroé, publicou o primeiro livro sobre o arquipélago.
- Venceslaus Ulricus Hammershaimb (1819-1909), reitor das Ilhas Feroé, inventou a gramática feroesa moderna.
- Fríðrikur Petersen (1858-1917), reitor das Ilhas Feroé, poeta e político.
- Jacob Dahl (1878-1944), reitor das Ilhas Feroé, tradutor da Bíblia.
- Kristian Osvald Viderø (1906-1991), teólogo, terminou a tradução de Dahl.

## Outras igrejas nórdicas evangélicas luteranas
- Igreja da Suécia (Svenska kyrkan)
- Igreja da Noruega ( Den Norske Kirke)
- Igreja Nacional da Islândia (Þjóðkirkjan)
- Igreja Evangélica Luterana da Finlândia (Suomen evankelis - luterilainen Kirkko / Evangelisk - lutherska kyrkan i Finland)
- Igreja Nacional da Dinamarca (Den Danske Folkekirke)